# Maison communale d'Uccle

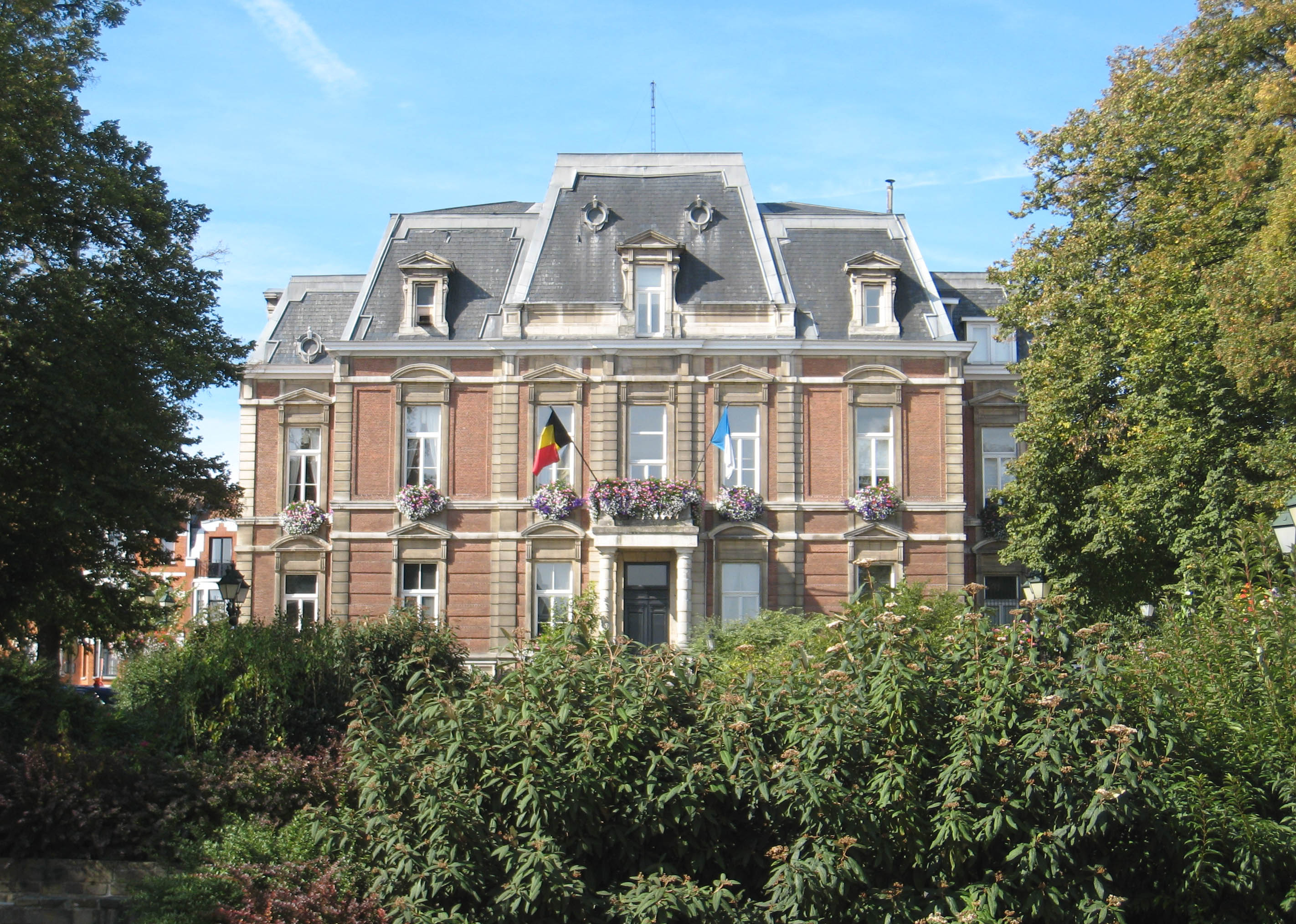
Maison communale d'Uccle

La maison communale d'Uccle (en néerlandais : Gemeentehuis van Ukkel) est un bâtiment dans la commune belge d'Uccle dans la région de Bruxelles-Capitale. Le bâtiment est sur la place Jean Vander Elst.

## Histoire
En 1795, la commune d'Uccle fut formée sous la domination française, mais ils n'avaient pas encore de maison communale. C'est donc le Spijtigen Duivel qui servit de maison communale.
En décembre 1797, la cure de l'église Saint-Pierre servit de maison communale.
En 1828-1830, une nouvelle maison communale est construite sur la place Homère Goossens qui fait également office d'école.
En 1882, la nouvelle maison communale sur la place Jean Vander Elst est achevée. Le bâtiment de la place Homère Goossens devint alors un hôtel. Il est racheté par la commune en 1925 pour y établir la justice de paix, le commissariat de police et le garage des pompiers.
La maison communale a déménagé et se trouve maintenant rue de Stalle 77, depuis mars 2022.

## Bâtiment
Le bâtiment est construit dans le style Louis XIII.